# Beker van Soedan
De Beker van Soedan is het nationale voetbalbekertoernooi van Soedan dat sinds de onafhankelijkheid in 1962 georganiseerd wordt door de Sudan Football Association (SFA). Zoals de meeste bekercompetities wordt het toernooi middels het knock-outsysteem gespeeld.

## Winnaars
1963-1997

## Finales
1998-2013
| Jaar               | Winnaar     | Uitslag      | Finalist             |
| ------------------ | ----------- | ------------ | -------------------- |
| 1998               | Al-Hilal    | 2-0          | Al-Merreikh          |
| 1999               | Al-Mourada  |              |                      |
| 2000               | Al-Hilal    | 3-0          | Al-Ahly              |
| 2001               | Al-Merreikh | 1-0          | Al-Mourada           |
| 2002               | Al-Hilal    | 2-0 r        | Al-Merreikh (t.z.t.) |
| 2003 niet gespeeld |             |              |                      |
| 2004               | Al-Hilal    | 0-0 ns (3-2) | Al-Merreikh          |
| 2005               | Al-Merreikh | 0-0 ns (4-2) | Al-Hilal             |

| Jaar | Winnaar     | Uitslag      | Finalist             |
| ---- | ----------- | ------------ | -------------------- |
| 2006 | Al-Merreikh | 2-0          | Al-Hilal             |
| 2007 | Al-Merreikh | 1-0          | Al-Hilal             |
| 2008 | Al-Merreikh | 0-0 ns (2-0) | Al-Hilal             |
| 2009 | Al-Hilal    | 2-1          | Al-Merreikh          |
| 2010 | Al-Merreikh | 2-0          | Al-Hilal             |
| 2011 | Al-Hilal    | 2-0 r        | Al-Merreikh (t.z.t.) |
| 2012 | Al-Merreikh | 0-0 ns (3-1) | Al-Hilal             |
| 2013 | Al-Merreikh | 2-0 r        | Al-Hilal (t.z.t.)    |

### Prestaties per club
| Aantal | Club        | Plaats   |   | Aantal      | Club       | Plaats |
| ------ | ----------- | -------- | - | ----------- | ---------- | ------ |
| 22     | Al-Merreikh | Omdurman | 1 | Al-Nil      | Khartoem   |        |
| 08     | Al-Hilal    | Omdurman | 1 | Hay al-Arab | Port Sudan |        |
| 05     | Al-Mourada  | Omdurman | 1 | Al-Ahly     | Wad Medani |        |
| 0      |             |          | 1 | Al-Ittihad  | Wad Medani |        |

Algerije ·
Angola ·
Benin ·
Botswana ·
Burkina Faso ·
Burundi ·
Centraal-Afrikaanse Republiek ·
Comoren ·
Congo-Brazzaville ·
Congo-Kinshasa ·
Djibouti ·
Egypte ·
Equatoriaal-Guinea ·
Ethiopië ·
Gabon ·
Gambia ·
Ghana ·
Guinee ·
Guinee-Bissau ·
Ivoorkust ·
Kameroen ·
Kenia ·
Lesotho ·
Liberia ·
Libië ·
Madagaskar ·
Mali ·
Marokko ·
Mauritanië ·
Mauritius ·
Mozambique ·
Namibië ·
Niger ·
Nigeria ·
Oeganda ·
Réunion ·
Rwanda ·
Sao Tomé en Principe ·
Senegal ·
Seychellen ·
Sierra Leone ·
Soedan ·
Somalië ·
Swaziland ·
Tanzania ·
Togo ·
Tsjaad ·
Tunesië ·
Zambia ·
Zimbabwe ·
Zuid-Afrika